# Bogusław Liberadzki
Bogusław Marian Liberadzki (n. 12 septembrie 1948, Sochaczew, Mazovia, Polonia) este un om politic socialist polonez, din 2017 vicepreședinte al Parlamentului European.

## Cariera politică
Liberadzki a fost din 1993 până în 1997 ministrul transporturilor din Polonia. Între 1997-2004 a fost deputat în Sejm. Din 2004 este membru al Parlamentului European.